# Candie Kung
Candie Kung (chinês tradicional: 龔怡萍, pinyin: Gōng Yípíng; nascida em 8 de agosto de 1981) é uma jogadora profissional de golfe dos Estados Unidos, que atualmente joga no LPGA Tour, sediado nos Estados Unidos.
Natural de Taiwan, tornou-se profissional em 2001.
Representou Taiwan no jogo por tacadas individual feminino do golfe nos Jogos Olímpicos de Verão de 2016, realizados no Rio de Janeiro, Brasil.